# Acxaf
Acxaf (en hebreu אַכְשָׁף en grec antic Άξείφ o Άκσάφ) va ser una ciutat reial dels cananeus al nord de Galilea. El seu nom significa «bruixeria».
Josuè va assignar aquest territori a la tribu d'Aser.
Les Cartes d'Amarna de l'any 1350 aC diuen que la ciutat d'Akšapa (Acxaf) tenia com a governant Endaruta. En aquell temps, els habiru van atacar diverses ciutats-estat i Endaruta es va aliar per combatre'ls amb els reis de Jerusalem, Acre i altres ciutats. Es conserva una carta extremadament breu d'Endaruta, on després d'una introducció ritual diu: «... sigui el que sigui, oh rei (és a dir Faraó) senyor meu, ordena i em prepararé...». En resposta, el faraó li diu que es prepari per protegir i defensar Akšapa i que esperi l'arribada dels arquers.
Després de la dominació egípcia va passar probablement a Hassor, una ciutat cananea molt poderosa, al segle xii aC. Al segle xi aC hi apareix com a governant Ximron. Al segle x aC va passar a Israel, al domini de la tribu d'Aser.